# Jüdischer Friedhof Spadener Höhe
Der Jüdische Friedhof Spadener Höhe befindet sich auf dem Friedhof Spadener Höhe in Lehe, einem Stadtteil im Stadtbezirk Nord in der Stadtgemeinde Bremerhaven in der Freien Hansestadt Bremen. Dieser Friedhof wurde im Jahr 1964 gegründet und hat eine Größe von ca. 14,3 ha. Für die Verstorbenen israelitischen Glaubens befindet sich dort ein eigenes Gräberfeld.

## Geschichte
Am 12. März 2014 wurde der jüdischen Gemeinde in Bremerhaven ein Teil des Friedhofes Spadener Höhe übergeben.